# 荷属安的列斯
荷属安的列斯（荷蘭語：Nederlandse Antillen）位于加勒比海之中，原稱荷屬西印度。曾是荷蘭王國的構成國，由相距800多公里的南北两组岛屿组成。面积约800平方公里，人口约21.4万（2002年）。其中80%为黑白混血种人，有少数白人。官方语言为荷兰语，帕皮阿门托语和英语，也讲西班牙语。82%的居民信奉天主教，10%的居民信奉新教。首府为威廉斯塔德。荷属安的列斯于2010年10月10日起正式解体。

## 地理

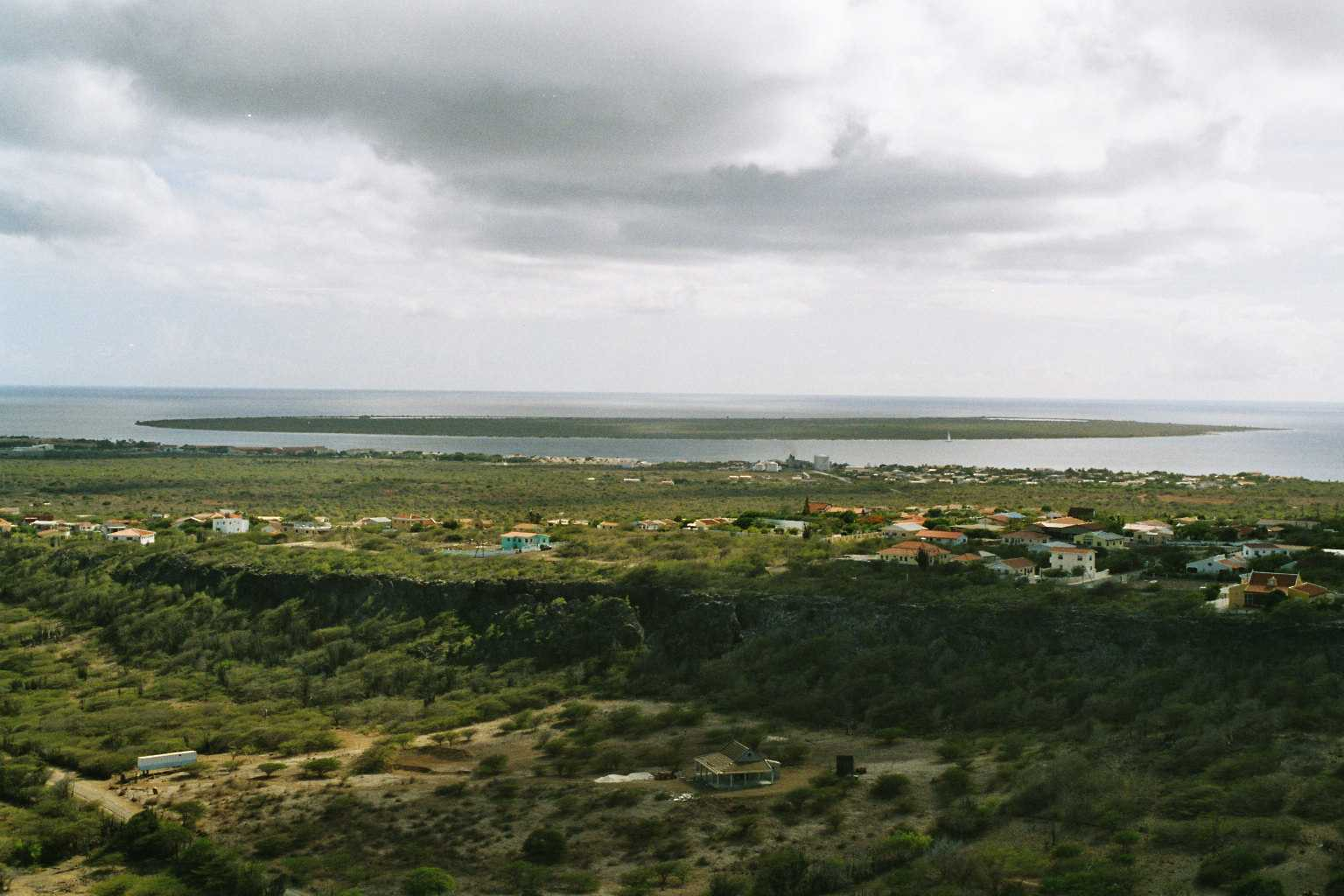
小博奈爾島上的平坦地形

荷屬安的列斯的島嶼都屬於小安的列斯群島。往下亦可細分爲兩部分：北部（背風群島的一部分）及西部（背風安的列斯群島的一部分）。荷蘭在向風群島並無任何領地。

### 背風群島島嶼
該地區位於加勒比海的北部，波多黎各以東。三個分佈於該區域的荷屬島嶼合成爲“SSS群島”(三島的荷蘭語名稱皆以字母S開頭)
- 薩巴 (Saba)
- 聖尤斯特歇斯 (Saint Eustatius)
- 荷屬聖馬丁 (Sint Maarten)

### 背風安的列斯群島
該荷屬領土位於加勒比海之南部，委內瑞拉海岸以北。三島通常合成爲“ABC群島”(三島荷蘭語名稱開頭字母分別爲A、B、C)
- 阿魯巴 (Aruba)
- 博奈尔 (Bonaire)
- 库拉索 (Curaçao)

### 氣候
荷屬列島皆位於熱帶，全年高溫。背風群島部分於夏天會經受颶風，而背風安的列斯部分即較溫暖乾燥。

## 歷史

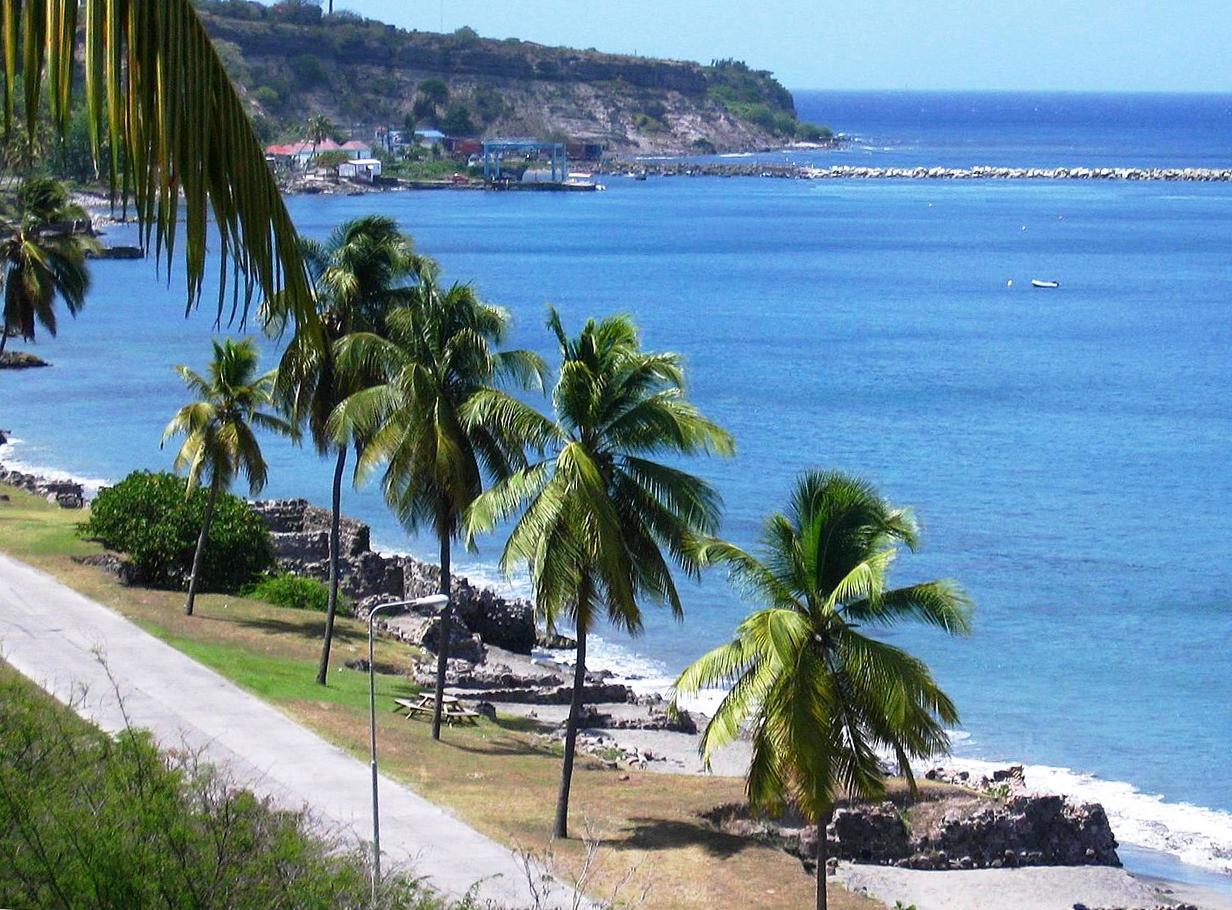
18世紀時期，聖佑達修斯是荷蘭在加勒比海地區最重要的貿易點。

荷蘭西印度公司於1634年開始在古拉索島內殖民，1636年延伸殖民制度至博奈爾及聖佑達修斯，1640年開始在薩巴拓殖，1648年與法國瓜分聖馬丁島而得到荷屬聖馬丁區域。在英國建立海外屬土
之前，荷蘭亦曾經佔領過安圭拉與維爾京群島等周邊地帶。 
1815年起，荷蘭在當地設古拉索及屬地殖民地。 
美國革命期間，聖佑達修斯及古拉索作爲加勒比海的主要貿易中心，是十三殖民地的主要供應來源。古拉索在1863年荷蘭廢除奴隸制後，經濟一蹶不振。 
多年來，由於當地經濟疲軟，因此較少引起移民興趣。但是自19世紀委內瑞拉發現石油以來，殼牌公司開始在古拉索建造煉油廠，而美國則通過阿魯巴獲得委內瑞拉的原油。兩島經濟就此繁榮，但是在20世紀80年代煉油廠關閉時遭受極大打擊。
二戰期間，在荷蘭的允許下，當地爲英軍及美軍所佔。這亦使得二戰後當地自治呼聲增強。最終，荷蘭終結了在當地的殖民統治。威廉明娜女王於1942年的演講中承諾給予荷蘭海外領土自治權。 
1948年，該地被重命名爲荷屬安的列斯。1951年3月3日，《荷屬安的列斯章程》頒佈，給予各島自治權。1954年12月15日，荷屬安的列斯、蘇里南及荷蘭本土共同組成荷蘭王國。聯合國後來亦將荷屬安的列斯從聯合國非自治領土列表上移除。

### 解体
1986年阿魯巴脫離荷属安地列斯，成為隶属于荷蘭王國的構成國之一。
2007年2月12日，荷蘭政府與群島中除了古拉索之外的各島達成協議：自2010年10月10日起，荷属安地列斯建制正式終止 。五個目前的組成島嶼中，古拉索和荷属圣马丁的居民希望獲得較高度的自治權，選擇步阿魯巴之後成為構成國，與荷蘭本土以平行的地位隸屬於荷蘭王國。
至於其他的三個島嶼——博奈尔、聖佑達修斯與薩巴（三者合稱「BES島嶼」），因其居民較傾向於與荷蘭保持緊密的直屬關係，因此成立類似荷蘭本土市镇（荷語：gemeenten, 正式: openbare lichamen）等級的特殊行政區來管轄，居民將享有與荷蘭公民相同的各種權利（包括立法與選舉權）。

## 行政區劃
| 名稱         | 首府         | 面积 （km2） | 貨幣           | 官方語言           | 註釋                     |
| ------------ | ------------ | ------------ | -------------- | ------------------ | ------------------------ |
| 荷屬安地列斯 | 威廉斯塔德   | 999          | 荷屬安的列斯盾 |                    |                          |
| 阿鲁巴       | 奥拉涅斯塔德 | 193          | 阿魯巴弗羅林   | 荷蘭語及柏彼曼多语 | 1986年脫離荷屬安地列斯   |
|              | 威廉斯塔德   | 444          | 荷屬安的列斯盾 | 荷蘭語及柏彼曼多语 | 荷屬安的列斯的首府所在島 |
| 荷屬聖馬丁   | 菲利普斯堡   | 34           | 荷屬安的列斯盾 | 荷蘭語及英語       |                          |
|              | 克拉倫代克   | 294          | 美元           | 荷蘭語及柏彼曼多语 |                          |
|              | 博托姆       | 13           | 美元           | 荷蘭語及英語       |                          |
|              | 奧拉涅斯塔德 | 21           | 美元           | 荷蘭語及英語       |                          |

## 憲法

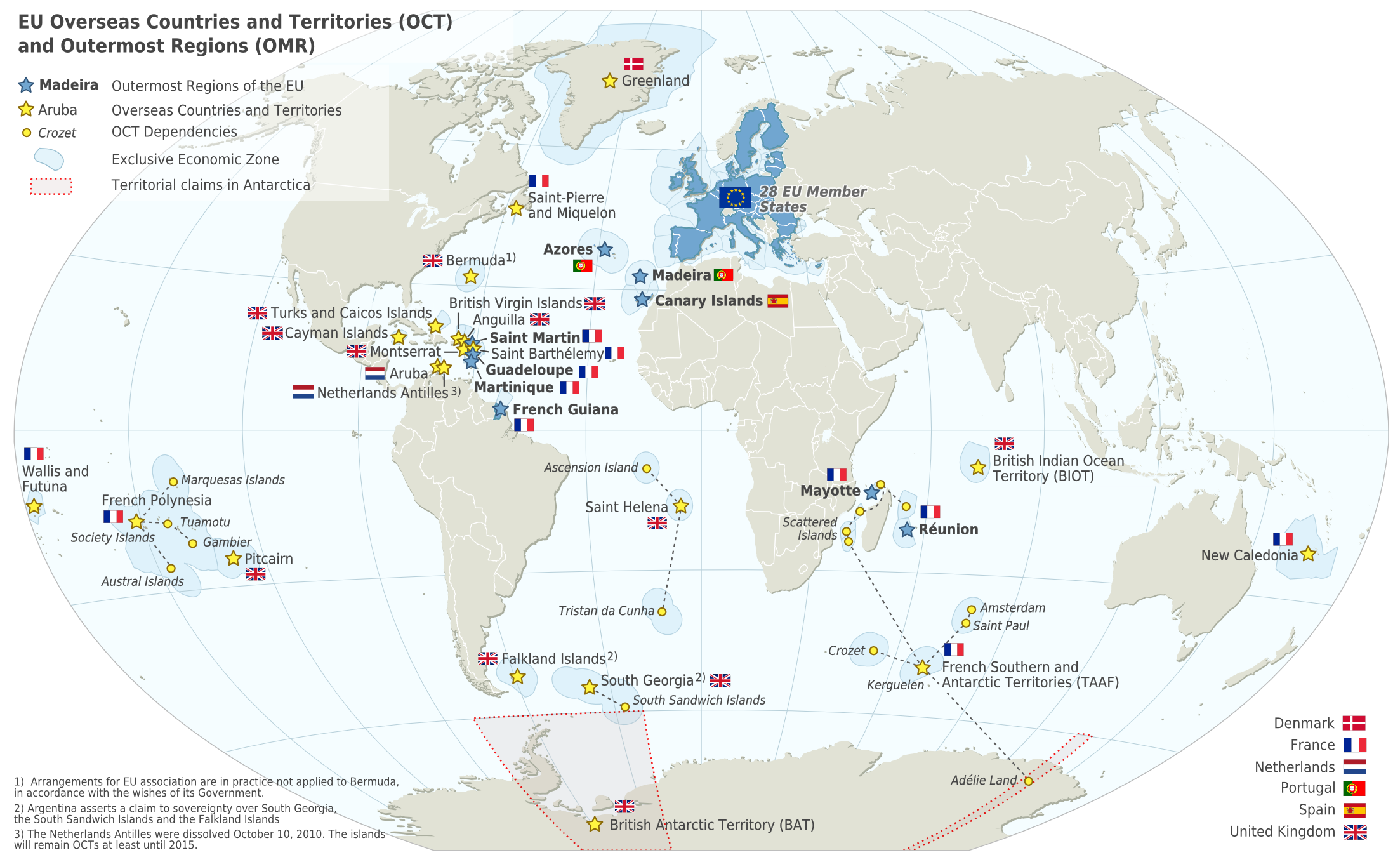
世界地圖上的歐盟（英国脱欧前），以及歐盟的各特別領域

1955年荷屬安的列斯憲法頒佈，與荷屬安的列斯島嶼章程共同構成該地的憲制文件。各島嶼的自治權較大，其構造類似聯邦制。
荷屬安的列斯的國家元首爲荷蘭王國的君王。君王派任總督作爲自己在當地的代表。總督及各部部長在首相的領導下組成政府。荷屬安的列斯議會爲單院制，共有22個席位：其中古拉索14席，荷屬聖馬丁及波奈各3席，薩巴及聖佑達修斯各1席。
荷屬安的列斯並不屬於歐盟，但屬於歐洲聯盟特別領域。

## 經濟
島嶼經濟外向特徵明顯，以旅遊業、石油運輸和煉油 (尤其古拉索)，以及離岸金融爲主。與區域其他島嶼相比，荷屬安的列斯擁有較高的人均收入以及完善的基礎設施。
島上幾乎所有商品都依賴進口，以委內瑞拉、墨西哥及美國爲主要供應國。荷蘭政府同時亦爲各島提供大量財政援助。由於水源短缺及土壤貧瘠，島上農業難成氣候。荷屬安的列斯盾與美元有固定匯率：1.79：1。

## 人口
各島人口大部分爲歐裔及在17-19世紀抵達當地的非洲奴隸。餘下人口則主要來自其他加勒比海島嶼、拉美裔、亞裔等。古拉索自17世紀時候起有數量顯著的猶太人。
帕皮阿門托語爲古拉索及波奈的主要語言。該語爲克里奧爾語，糅合了葡萄牙語、西非語言及荷蘭語，以及吸收了不少西班牙語及英語的詞彙。而以英語爲基礎的維爾京群島克里奧爾語則爲SSS群島的主要語言，包括薩巴、聖尤斯特歇斯以及荷屬聖馬丁。
經過多年討論，2007年帕皮阿門托語與荷蘭語同行列爲當地官方語言。法律條文使用荷蘭語，而議會辯論則根據不同的島嶼，使用英語或帕皮阿門托語。由於來自週邊西班牙與國家的移民，例如多明尼加，以及來自委內瑞拉的遊客，西班牙語在當地亦有不少人使用。
各島居民主要信仰基督教，荷屬聖馬丁及聖尤斯特歇斯主要爲新教，而波奈、古拉索及薩巴則爲羅馬天主教。古拉索上有規模可觀的猶太教徒，主要來源爲從阿姆斯特丹及巴西於1654年抵達當第的葡萄牙裔塞法迪猶太人。1982年，該地有大概兩千名穆斯林，在首府有伊斯蘭教協會和一座清真寺。
大多數荷屬安的列斯居民爲荷蘭公民，使得當地人可以輕易移民至荷蘭，但是這亦導致人才流失問題。而另一方面，來自多明尼加、海地，哥倫比亞及其他英語加勒比地區的移民近年來亦有增多。

## 文化
人口構成及島嶼位置使得荷屬安的列斯文化多元。但由於旅遊業及媒體，美國文化的影響強勁。受拉美國家影響，當地亦流行慶祝嘉年華。

## 體育
棒球是當地最受歡迎的運動。
2010年荷屬安的列斯解體後，國際奧委會於2011年7月撤銷荷屬安的列斯奧委會的成員資格。但國際奧委會同意來自該地區的運動員作爲獨立參賽者參加倫敦奧運會。 最終三名當地運動員以獨立參賽者的名義參加2012年倫敦夏季奧運會。

## 其他
與荷蘭本土不同，當地不允許同性婚姻，但承認其他管轄區同性婚姻的效力。

## 旗帜
- 荷属安的列斯旗帜(1959-1986)
- 荷属安的列斯旗帜(1986-2010)
- 荷属安的列斯政府旗帜(1966-1986)
- 荷属安的列斯政府旗帜(1986-2010)

### 引用
1. 1 2  Albert Gastmann, "Suriname and the Dutch in the Caribbean" in Encyclopedia of Latin American History and Culture, vol. 5, p. 189. New York: Charles Scribner's Sons 1996.
2. ↑  Oostindie and Klinkers 2001: 29–32
3. ↑  Oostindie and Klinkers 2001: 47–56
4. ↑  島嶼將擁有新地位（荷蘭政府官方公告）[永久]
5. ↑  庫拉索與聖馬丁將擁有國家地位（荷蘭政府官方公告）
6. ↑  三個島嶼將擁有新地位（荷蘭政府官方公告）[永久]
7. ↑  COUNTRY COMPARISON GDP （页面存档备份，存于）, Central Intelligence Agency.
8. ↑  "Antilles allow Papiamentu as official language" （页面存档备份，存于）, The Times Hague/Amsterdam/Rotterdam, 9 March 2007, page 2.
9. ↑  Oostindie and Klinkers 2001: 29–32

### 网页
- （中文） （西班牙文） 保卫西印度群岛所有海岸港口及人口的方法 （页面存档备份，存于）